# Żyriatino (obwód briański)
Żyriatino (ros. Жирятино) – wieś (ros. село, trb. sieło) w środkowej Rosji, centrum administracyjne rejonu żyriatińskiiego w obwodzie briańskim.
Wieś położona jest na prawym brzegu rzeki Sudost, 52 km od Briańska. W 2010 r. miejscowość zamieszkiwało 2409 osób.